# James Scott Bowerbank
James Scott Bowerbank (* 14. Juli 1797 in Bishopsgate, London; † 8. März 1877 in St Leonards-on-Sea) war ein britischer Paläontologe und Naturforscher. Sein offizielles botanisches Autorenkürzel lautet „Bowerb.“.

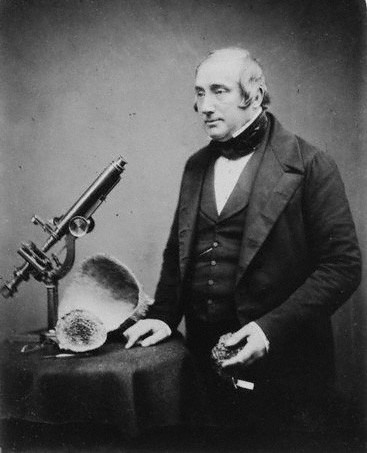
James Scott Bowerbank

Bowerbank übernahm mit seinem Bruder die Brennerei seines Bruders und war in der Firma bis 1847 aktiv. Daneben interessierte er sich stark für Naturforschung, speziell Botanik, das Sammeln von Fossilien besonders aus dem tertiären Londoner Ton (wozu er 1836 den London Clay Club gründete) und mikroskopierte viel. Er stellte seine Sammlungen und seinen Rat (und seine Mikroskope) auch großzügig allen ernsthaft  an Paläontologie Interessierten zur Verfügung. Ein Schwerpunkt seines Interesses waren Schwämme, worüber er eine Monographie schrieb. Ab 1864 zog er von London nach St Leonards.
1847 initiierte er die Gründung der Palaeontographical Society. Von ihm stammt die Erstbeschreibung von Kalkschwämmen.
1842 wurde er Fellow der Royal Society.

## Schriften
- A history of fossil fruits and seeds of the London Clay, 1840
- A Monograph of the British Spongiadae, 4 Bände, Ray Society, 1864 bis 1882